# 20200 Donbacky
20200 Donbacky è un asteroide della fascia principale.
Scoperto il 28 febbraio 1997 dall'astronomo Giuseppe Forti e dalla collaboratrice astrofila Maura Tombelli e dedicato al cantante italiano Don Backy.
Presenta un'orbita caratterizzata da un semiasse maggiore pari a 2,7679936 UA e da un'eccentricità di 0,1132966, inclinata di 8,28695° rispetto all'eclittica.